# 비쿠냐
비쿠냐(Vicugna vicugna)는 낙타과에 속하며 학명은 Vicugna vicugna이다. 어깨 높이가 70-90cm이고, 몸무게는 35-65kg이다. 낙타과 동물 중 가장 작으며 등에 혹이 없다. 등은 적황색에서 짙은 황갈색 또는 적갈색이며, 배와 다리 밑부분은 흰색이다. 털은 옆구리와 무릎 아래까지 늘어진다. 풀을 뜯어먹고 살며 수컷 한 마리와 여러 마리의 암컷이 무리를 이루어 생활한다.
라마와 함께 볼리비아·칠레·페루에 걸쳐 안데스산맥의 해발 3,500-5,500m 지대에서 생활한다. 라마와 알파카와의 근연종이다. 비쿠냐는 3년마다 털을 깎을 수 있어 양모 생산량이 적지만, 비쿠나의 속털만을 사용해서 최고급 모직물을 만든다. 이들의 털이 모직제품으로 만들어지면, 아주 부드럽고 따뜻하다. 잉카 제국당시에는 귀족만을 위해 보전되었다.
천적은 퓨마다.
잉카 제국 당시와 현재 모두 비쿠냐는 법으로 인해 보호되고 있다. 1974년에 멸종 위기 상태가 선언되었을 때는 6,000마리만이 남아있었다. 현재는 약 125,000마리로 다시 늘어났으나, 국제자연보호연맹과 미국정부는 아직도 멸종 위기에 놓여있다고 평가하고 있다.